# Judge Smith
Christopher John Judge Smith (* červenec 1948) je anglický hudebník, hudební skladatel a textař. V roce 1967 založil spolu s kytaristou Peterem Hammillem kapelu Van der Graaf Generator (Smith jí rovněž dal tento název). K duu, v němž Smith hrál na bicí, se později přidali další hudebníci, a v roce 1968 přišel nový bubeník Guy Evans, načež Smith hrál jen na perkuse a zpíval doprovodné vokály. Kapelu opustil po vzniku jejího prvního singlu v roce 1968. Při vystoupeních kapely hrál například také na psací stroj. Po odchodu z kapely založil jazzrockový soubor Heebalob, v němž dále hrál například David Jackson, který nakonec odešel do Van der Graaf Generator. Později napsal texty pro muzikály s hudbou Maxwella Hutchinsona – The Kibbo Kift (1976) a The Ascent of Wilberforce III (1981). Spolu s Lene Lovich je autorem divadelní hry Mata Hari.
Kolem roku 1973 začal s Hammillem pracovat na opeře na motivy povídky Zánik domu Usherů od Edgara Allana Poea (Hammill je autorem hudby, Smith libreta). Záznam opery byl vydán v roce 1991. Hammill rovněž nahrál několik písní, které pro něj Smith napsal, například na alba Nadir's Big Chance (1975), pH7 (1979) a Skin (1986). Své první sólové album nazvané Dome of Discovery vydal v roce 1993. Později vydal několik dalších alb. V roce 2013 byla publikována jeho kniha The Universe Next Door. Následujícího roku vyšlo pokračování The Vibrating Spirit.